# Sony Urban Music
A Sony Urban Music é uma gravadora afiliada da Sony Music Entertainment, ativa de 2004 até 2006. Muitos artistas famosos já gravaram suas músicas com essa gravadora, tais como Bow Wow e Beyoncé.